# ヴァロワの領主一覧

ヴァロワ伯およびヴァロワ公の紋章

ヴァロワ（Valois, ラテン語：Pagus Valensis）は、フランス北部、ピカルディのオワーズ川渓谷にあった地域である。1328年にヴァロワ伯がカペー家の後にフランス王家としてヴァロワ家を興すまで、西フランク王国およびフランス王国の領地であった。ボーヴェ、ヴェクサン、ヴェルマンドワ、そしてランの各伯領と同様に、ヴァイキングによるパリへの攻撃に対する一連の防御として、しばしば個人または一族によって保持されていたオワーズ流域の領地の一部であった。
中世のヴァロワ伯領および公領はフランス北部にあった。ピカルディの一部でありながら、支配圏としてはイル＝ド＝フランスに含まれていた。首都はクレピー＝アン＝ヴァロワであった。

## ヴァロワ伯

### カロリング家
- ピピン2世 - ヴェルマンドワ伯、イタリア王ベルナルドの息子
- ピピン3世（886年頃 - 893年） - ピピン2世の息子、ヴェルマンドワ伯
- エルベール1世（893年頃 - 895年） - ピピン3世の弟

### ヴェクサン伯家
- エルマンフロワ（895年頃 - 919年） - アミアン伯、ヴェクサン伯
- ラウル1世（915年 - 926年） - アミアン伯、ヴェクサン伯、エルマンフロワの娘エルデガルドと結婚
- ラウル2世（926年 - 943年） - アミアン伯、ヴェクサン伯、ラウル1世の息子
- ゴーティエ1世（943年 - 992年以降） - アミアン伯、ヴェクサン伯、ラウル2世の弟または息子
- ゴーティエ2世白伯（998年頃 - 1017年以降） - アミアン伯、ヴェクサン伯、ゴーティエ1世の息子
- ラウル3世（1017/24年 - 1038年） - ゴーティエ2世の息子
- ラウル4世（1038年 - 1074年） - アミアン伯、ヴェクサン伯、ラウル3世の息子
- シモン（1074年 - 1077年） - アミアン伯、ヴェクサン伯、ラウル4世の息子、修道士となり姉妹アデライードの夫が継承
- アデライード - シモンの姉妹

### カロリング家ヴェルマンドワ伯
- エルベール4世（1077年 - 1080年） - ヴェルマンドワ伯、ピピン2世の子孫、アデライードと結婚しヴァロワ伯となる
- ウード1世（1080年 - 1085年） - ヴェルマンドワ伯、エルベール4世の息子、廃位され結婚によりサン＝シモン領主となる
- アデライード - ウード1世の姉妹、ユーグ1世と結婚

### カペー家ヴェルマンドワ伯
- ユーグ1世（1085年 - 1101年） - ヴェルマンドワ伯、フランス王アンリ1世の息子
- ラウル1世（1102年 - 1152年） - ヴェルマンドワ伯、ユーグ1世の息子
- ユーグ2世（1152年 - 1160年） - ヴェルマンドワ伯、ラウル1世とエレオノール・ド・シャンパーニュの息子
- ラウル2世（1160年 - 1167年） - ヴェルマンドワ伯、ラウル1世とペトロニーユ・ダキテーヌの息子
- フィリップ・ダルザス（1167年 - 1185年） - フランドル伯、結婚によりヴェルマンドワ伯およびヴァロワ伯となる

フランス王フィリップ2世により王領となる
- ブランシュ・ド・カスティーユ（1240年 - 1252年）
- ジャン・トリスタン（1269年 - 1270年）

### ヴァロワ家
- シャルル1世（1284年 - 1325年）
- フィリップ1世（1325年 - 1328年） - フランス王フィリップ6世となる

王領となる
- フィリップ2世（1344年 - 1375年） - オルレアン公

王領となる
- ルイ1世（1386年? - 1406年） - オルレアン公

## ヴァロワ公
- シャルル・ド・ヴァロワ（1406年 - 1465年）
- ルイ（1465年 - 1498年） - フランス王ルイ12世となる

王領となる
- フランソワ（1498年 - 1515年） - フランス王フランソワ1世となる

王領となるが、王家の女性に与えられている。
- マルグリット・ド・ヴァロワ（1582年 - 1615年）

王領となる
- ガストン（1626年 - 1660年）
  - ジャン・ガストン・ドルレアン（1650年 - 1652年）
- フィリップ1世（1660年 - 1701年）
  - フィリップ・シャルル・ドルレアン（1664年 - 1666年）
  - アレクサンドル・ルイ（1673年 - 1676年）
- フィリップ2世（1701年 - 1723年）
- ルイ（1723年 - 1752年）
- ルイ・フィリップ1世（1752年 - 1785年）
  - ルイ・フィリップ（1773年 - 1785年）
- ルイ・フィリップ2世（1785年 - 1793年）
- ルイ・フィリップ（1793年 - 1850年）

このようにヴァロワ家はシャルル1世の子孫であり、いくつかの系統に分かれており、そのうちの3系統がフランス王位についた。
1. 1328年から1498年まで統治したフェリペ6世に始まる直系
2. 1498年から1515年まで統治したルイ12世のヴァロワ＝オルレアン家
3. 1515年から1589年まで統治したアングレーム伯ジャンの子孫であるヴァロワ＝アングレーム家

その他のヴァロワ家の支流には、ヴァロワ伯シャルル1世の次男シャルルの子孫であるアランソン家、ジャン2世の次男ルイの子孫であるヴァロワ＝アンジュー家、そしてジャン2世の四男フィリップの子孫であるヴァロワ＝ブルゴーニュ家がある。